# Hof (Wipperfürth)
Hof ist eine Ortschaft in der Gemeinde Wipperfürth im Oberbergischen Kreis im Regierungsbezirk Köln in Nordrhein-Westfalen (Deutschland).

## Lage und Beschreibung
Der Ort liegt im Südwesten der Stadt Wipperfürth im Tal eines Nebengewässers des Baches Ahe. Nachbarorte sind Heid, Langensiefen und Ahe.
Der Ort gehört zum Gemeindewahlbezirk 150 und damit zum Ortsteil Thier.

## Geschichte
1487 wird der Ort erstmals unter der Bezeichnung „Hoeve“ in Darlehenslisten für Wilhelm III. von Berg genannt. Die Karte Topographia Ducatus Montani aus dem Jahre 1715 zeigt ein Einzelgehöft und bezeichnet dieses mit „z. Hof“. Die Topographische Aufnahme der Rheinlande von 1825 zeigt auf umgrenztem Hofraum unter dem Namen „Hof“ sechs getrennt voneinander liegende Grundrisse. In der Preußischen Uraufnahme von 1840 lautet die Ortsbezeichnung „Hofe“. Ab der topografischen Karte der Jahre 1894 bis 1896 wird der heute gebräuchliche Ortsname Hof verwendet.

## Busverbindungen
Über die Haltestelle Ahe der Linien 426 und 429 (VRS/OVAG) ist Hof an den öffentlichen Personennahverkehr angebunden.

## Wanderwege
Der vom SGV ausgeschilderte Wipperfürther Rundweg führt durch den Ort.